# BUMP OF CHICKEN TOUR 2017-2018 PATHFINDER SAITAMA SUPER ARENA
『BUMP OF CHICKEN TOUR 2017-2018 PATHFINDER SAITAMA SUPER ARENA』（バンプオブチキン ツアー にせんじゅうなな にせんじゅうはち パスファインダー さいたまスーパーアリーナ）はBUMP OF CHICKENのライブ映像作品である。2018年8月8日にトイズファクトリーより、DVDおよびBlu-rayで発売された。

## 概要
BUMP OF CHICKENが2017年9月より2018年3月まで開催した、全29公演のバンド史上最長のツアー『BUMP OF CHICKEN TOUR 2017-2018 PATHFINDER』より、2018年2月11日のさいたまスーパーアリーナ公演（2日目）の模様が収録されている。
ライブ映像作品としては前作『BUMP OF CHICKEN PATHFINDER LIVE AT STUDIO COAST』より約6ヶ月ぶりのリリースとなり、ツアー「PATHFINDER」2作目の映像作品である。なお、同一ツアーで複数の映像作品がリリースされるのはバンドにとって初めてである。
通常盤では28ページのフォトブックレットが付属するほか、初回限定盤では120ページのフォトブックレットおよび歌詞カード、ボーナス映像、さらには本編のライブ音源を収めたCDが付属し、スペシャルボックス仕様となる。
本作リリースに先駆け、スポット映像が2018年6月27日に、収録曲「ray」の映像が7月23日にYouTubeにて公開された。

## 収録曲
1. pathfinder
オープニング。藤原基央がこのツアーのために書き下ろしたインストナンバー。「リボン」のフレーズが一部使用されている。
BUMP OF CHICKENの全音源の中で唯一スタジオ音源が存在しない。
2. GO
3. 天体観測
4. ray
リリース約2週間前の2018年7月23日に本楽曲の映像が公開された[3]。
5. 宇宙飛行士への手紙
6. Ever lasting lie
2004年のツアー「MY PEGASUS」で演奏されて以来長らくライブでは演奏されなかった楽曲だが、本ツアーの幕張メッセ公演2日目（2017年9月17日）で約13年ぶりに演奏された。
7. 記念撮影
8. pinkie
楽曲自体は2010年リリースのシングル『HAPPY』のカップリングであるが、このツアーでライブ初演奏となった。
9. 花の名
10. 涙のふるさと
サブステージで演奏。原曲よりキーを下げての演奏となった。
11. You were here
サブステージで演奏。
12. アンサー
13. 分別奮闘記
14. 宝石になった日
15. 虹を待つ人
16. fire sign
17. リボン
18. ガラスのブルース
アンコール1曲目。
19. 流星群
アンコール2曲目。

「流星群」演奏後、藤原による「Spica」（当時未発表）のワンコーラスのみの弾き語りが収録されている。

### 初回限定盤

#### ボーナス映像
さいたま公演1日目（2018年2月10日）で演奏された5曲のライブ映像と、「pathfinder」のオープニング映像が収録される。
- メロディーフラッグ
- スノースマイル
- 三ツ星カルテット
- アリア
- Butterfly
- pathfinder Opening Movie

#### ライブCD
本編のライブ音源を収めたもの。
1. pathfinder
2. GO
3. 天体観測
4. ray
5. Ever lasting lie
6. 記念撮影
7. pinkie
8. 花の名
9. アンサー
10. 分別奮闘記
11. 虹を待つ人
12. リボン

## 放送・配信
2020年5月、6月には、YouTubeやHulu、スペースシャワーTVで本編映像が配信または放送された。YouTubeおよびHuluではアンコールはカットされた。
| 配信期間 放送日          | プラットフォーム 放送局 | 備考 |
| ------------------------ | ----------------------- | --- |
| 2020年5月4日 - 5月中旬頃 | YouTube                 | BUMP OF CHICKEN公式チャンネルで約2週間の期間限定配信。終了日は不明。                                                         |
| 2020年5月17日            | スペースシャワーTV      | 再放送あり。 |
| 2020年5月22日 - 6月4日   | Hulu                    | 会員・非会員を問わず無料配信。同時期に『BUMP OF CHICKEN STADIUM TOUR 2016 "BFLY" NISSAN STADIUM 2016/7/16,17』も配信された。 |

## 関連作品
- BUMP OF CHICKEN PATHFINDER LIVE AT STUDIO COAST
同じく「PATHFINDER」の新木場スタジオコースト公演（2日目、2017年11月9日）の模様を収録した作品。CDショップ等では販売されず、「PATHFINDER」のライブ会場（上記のさいたま公演、および振替の福岡公演）とバンドの公式オンラインショップのみで販売された。